# Kada Mihály
Kada Mihály (Pest, Kőbánya, 1827 április 1. – Csömör, 1894. április 26.) tanácsos, Pest város alpolgármestere, az 1873-ban egyesített Budapest első alpolgármestere.

## Életpályája

### A pesti városháznál
Kada Mihály tudásával, szorgalmával, gyors átlátó képességével a "nép egyszerű gyermekéből" lett a főváros egyik vezetője hosszú évtizedeken keresztül. Édesapja Kada István kecskeméti csizmadia volt, míg édesanyja Salamon Julianna, ma azt mondanánk: háztartásbeli, a család mindennapos ellátását intézte. A család Kecskemétről idővel a Pest közeli Kőbányára költözött, a jobb megélhetés reményével, ahol a kis Misi is megszületett. Éles eszű, tanulékony kisdiákként lépett előre a tanulói ranglétrán. Alig 18 évesen jogi-gyakornokként lépett 1844 őszén a főváros szolgálatába. Annak ellenére, hogy derekasan részt vett a szabadságharcban, tudását a hivatal nem nélkülözhette, s visszakerült hamar a városházára. Az ő feladata volt a közutak és a jelentősebb ivóvíz-utánpótlást jelentő kutak felderíttetése, számbavétele, állami gondozásának ügyintézése. Részrehajlás nélküli döntései, lépései nagy tiszteletet váltottak ki munkatársai körében. Munkája, célirányos, határozott működése, a főváros fejlődését szolgáló lépései, politikai oldalaktól független módon megkérdőjelezhetetlenül építették tekintélyét.

### A főváros egyesítése előtt
Kezdetben Pest város jegyzője, majd 1860-ban főjegyzője lett, 1864-ben pedig alpolgármesterré választották. Főjegyzőként feljegyeztetett, hogy egyszerű, tömör fogalmazásai, nyílt észjárású jegyzőkönyvei sokáig mintaszerű például szolgáltak utódjainak.
Ő volt a kevesek egyike Pest város vezetésében, aki az egyesített főváros vezetésében is folytathatta tovább munkáját. Ezt a megtiszteltetést azzal vívta ki, hogy korábban igen sokat fáradozott Pest, Buda, Óbuda egyesítése körüli előkészítő munkálatok során.

### Budapest alpolgármestereként
1872-ben Andrássy Gyula koncepciója nyomán létrejövő egységes fővárossá lett Budapest (1873) vezetésének szálait egy főpolgármester és három alpolgármester irányította. A főpolgármestert a király választotta ki három jelölt közül, s hatévente újították meg a tisztséget. A választott főpolgármester tett javaslatot a királynak az alpolgármesterek kinevezésére, amelyet a király hagyott jóvá. Ezen új rendszer szerint a város első vezetője Ráth Károly főpolgármester lett lett, Kamermayer Károly, Gerlóczy Károly, Kada Mihály az egyesített főváros első ízben kinevezett polgármesterei lettek. Kada Mihály lett a fővárost vezető harmadik "generalstäbler", ahogy akkoriban a sajtóban emlegették. Akkori polgármesteri kinevezése a mai alpolgármesteri rangnak felel meg, ezért az egyesített főváros első alpolgármesterei közé sorolják ma leginkább. Kada Mihálynak egyébként szinte soha senki sem hívta a hivatali megnevezéseken túl, mert mindenki számára ő volt a Miska, aki halálos ellensége volt minden "díszes szónoklatnak, díszebédnek, dísz-küldöttségnek, díszöltözködésnek".
Úgy mondták: "Miska bácsi minden tekintetben típusa a régi magyar táblabíráknak. Nincs benne semmi a modern bürokratából" Ugyanakkor "Olyan memóriája van a város gazdasági ügyei körül, hogy abban a város legöregebb atyái azt meg sem közelítik". közel negyven esztendőn keresztül állott a főváros szolgálatában. A főváros egyesítése kapcsán végzett kimagasló, valamint sok évtizedes városházi munkáját, a király az egyik legmagasabb tiszttel, a "Ferenc József Rend Lovagja" kitüntetéssel jutalmazta. 
Kőbányán, az Óhegyen, szülei egykori házának közelében két szőlőbirtoka is volt, míg a – királyi udvar számára fullasztó levegőjét, egy-egy díszebédet és fogadást követően – nyugalmat a Csömörön lévő szőlőbirtokának csendjében találta meg. Szerény, pompától mentes életvitele már-már legendás volt. A halál, közel a hetvenedik esztendejéhez, csömöri birtokán érte utol, a Kerepesi temetőben nyugszik.

### Emlékezete
A Fővárosi Közmunkák Tanácsa Kada Mihály emlékének megőrzése céljából az addig névtelen kőbányai utcát, amely a Gyömrői úttól a Maglódi útig terjedt, és kövezettel az említett utak közelében rendelkezett, Kada utcának nevezte el, 1899. január 26-án kelt, 302. számú rendeletével. A Kada utca végig futott a kőbányai Óhegy, egykori szőlőskertjei közelében, nem messze attól a helytől, amelyen az egykori alpolgármester szőlőbirtokai is voltak. Az utca felső részénél, a Maglódi út közvetlen közelében egykor a Fővárosi Serfőző Rt. épületegyüttese található ma is. Az utca alsó  torkolatánál, a Gyömrői útnál működött már akkor több mint 25 éve a Gyömrői úti tanoda (1856), Külső-Kőbánya első iskoláinak egyike. Később az iskola egy újabb épületbe költözött, amely akkor már a Kada utcából nyílt, így nevét Kada utcai Elemi Népiskolára változtatta. Az egyre gyarapodó gyereklétszám miatt 1896-ban újabb bővítés következett, s megépült az az épület, amely 1996-ig a Kada utcai Általános Iskola néven működött, a közben létesített Kada utcai Óvodával egyetemben. 
Az iskola 100 éves fennállásakor, a centenáriumi ünnepsége kapcsán felvette az egykori alpolgármester nevét, s lett Kada Mihály Általános Iskola. Az ünnepélyes névadón jelen volt az egykori alpolgármester unokája, Kada Judit is. Az iskola minden évben elküldi nyolcadikos tanulóit, akik megemlékeznek róla, és rendbe rakják a néhai alpolgármester sírját, a Fiumei úti temetőben (jobb oldali falsírboltok, Jobb 272. szám alatt). Az iskolai működés kapcsán az egykori alpolgármester nevét viselte a diáksportegyesület, a Kada DSE, két éven keresztül Kada Magániskola is működött, 1990-1994 között ifjúsági klub (Kada Center), sőt rockzenekar is (Kada Boy's).